# Нэнси Дрю. Клад семи кораблей
«Нэнси Дрю. Клад семи кораблей» (англ. Nancy Drew: Ransom of the Seven Ships) —  компьютерная игра-квест, двадцатая в серии «Нэнси Дрю». Создана в 2009 году компанией Her Interactive. Предыдущей частью серии является «Привидение замка Маллой», а следующей — «Записки чёрной кошки».

## Сюжет
Нэнси Дрю вновь приступает к расследованию запутанного и крайне загадочного дела. Отличная идея — провести пару деньков на одном из курортных островов Багамского архипелага. Море, солнце, замечательная компания. Но оказалось, что подруга, которая и организовала поездку, была похищена. Похититель требует, чтобы Нэнси отыскала утерянные сокровища — или несчастная Бесс никогда больше не вернется домой с курорта. Вот только преступник не учёл, что Нэнси уже не раз одерживала верх в самых отчаянных ситуациях. Найти давний клад, разобраться с шантажистом и вернуть подругу — для неё лишь вопрос времени.

## Отзывы
| Сводный рейтинг          | Сводный рейтинг |
| Агрегатор                | Оценка          |
| ------------------------ | --------------- |
| GameRankings             | 78,60 %         |
| Metacritic               | 78              |
| MobyRank                 | 73              |
| Иноязычные издания       |                 |
| Издание                  | Оценка          |
| GameZone                 | 9,3             |
| IGN                      | 7,3             |
| Adventure Classic Gaming | 4 из 5          |
| AdventureGamers          | 3,5             |
| Русскоязычные издания    |                 |
| Издание                  | Оценка          |
| «Игромания»              | 4,5             |
| «Канобу»                 | 6,0             |